# Бринейх
Бринейх (валл. Bryneich) — бриттское королевство Древнего Севера на территории современных графств Нортумберленд и Дарем, образовавшееся около 420 года в результате раздела земель Коэля Старого. Столица находилась в Дин Гир (валл. Din Guaire, совр. Бамборо).

## История
В 420 году, после смерти короля Эбрука Коэля Старого, его владения были разделены между сыновьями: Кенеу получил Эбрук, а Гарбониану достался Бринейх. К северу от Бринейха располагался Гододин, на западе — Стратклайд, а к югу — владения королевства Эбрук.
Бринейху в союзе с Гододином и Стратклайдом в V—VI веках приходилось воевать против пиктов. В 547 году на территорию Бринейха высадились англы во главе с Идой. В это время королём Бринейха был Кингар, который умер примерно в 550-х годах. Его сменил Моркант I. В 559 году Ида и Иффи Дейрский умерли: возможно, произошла битва, так как известно, что местные бритты оказывали упорное сопротивление захватчикам-англам. Через несколько лет Дин Гир был захвачен берницийцами короля Глаппы, а при его брате Адде англам удалось полностью захватить Бринейх, правитель которого, Моркант I, бежал на север в Гододин, где вскоре стал королём.

## Правители
- Гарбониан (420—460)
- Дивнуал (460—510)
- Бран (510—)
- Кингар (510—)
- Моркант I (до 547 года)